# Max Palmer
Max Edmund Palmer (* 2. November 1927 in Clarksdale, Mississippi; † 7. Mai 1984 in St. Louis, Missouri) war ein US-amerikanischer Schauspieler und Wrestler, der vor allem durch seine Körperlänge von 2,31 Metern bekannt wurde.

## Biografie
Max Palmer wurde in einer kleinen Stadt in Mississippi geboren und hatte drei Geschwister von normaler Körpergröße.
Zunächst spielte Palmer Basketball an der High School, die er nach der 11. Klasse verließ. Im Alter von 18 Jahren begann er ein Alkoholproblem zu entwickeln. Er arbeitete als Barkeeper und Türsteher.
Durch seine Größe erhielt er die Möglichkeit, in diversen Filmen und Serien aufzutreten, u. a. in Invasion vom Mars und Killer Ape (gemeinsam mit Johnny Weissmüller). Er wurde auch in einige Shows eingeladen wie, zum Beispiel bei Dean Martin/Jerry Lewis Comedy Hour, oder The Jimmy Durante Show.
Nach seiner kurzen Schauspielkarriere 1952–1954 begann er eine Zeit als professioneller Wrestler in Salt Lake City, Utah. Er trat unter dem Ringernamen Paul Bunyan auf, der sich an die legendäre Holzfäller-Riesengestalt anlehnte. Vom Ringsprecher wurde er mit einer Körpergröße von bis zu über 8 Fuß (2,44 m) und einem Gewicht von 500 amerikanischen Pfund (ca. 227 kg) angepriesen. Seine wahre Körpergröße lag jedoch bei ca. 2,31 m und auch sein Gewicht war geringer. Durch gesundheitliche Probleme, die aus seinem Alkoholkonsum resultierten, endete seine Wrestlingkarriere 1960 im Alter von nur 33 Jahren.
1963 wurde Palmer, mittlerweile trockener Alkoholiker, evangelischer Geistlicher und predigte bis zu seinem Tod als „Goliath for Christ“. Er starb am 7. Mai 1984 im Alter 56 Jahren an Herzversagen.

## Persönliches
Palmer war von 1975 bis zu seinem Tod verheiratet. Seine Frau Betty war die Mutter des ehemaligen Major-League-Baseballspielers Jim Palmer, der von Max Palmer adoptiert wurde.